# Phyllanthus bancilhonae
Phyllanthus bancilhonae är en emblikaväxtart som beskrevs av Jean F.Brunel och Jacobus Petrus Roux. Phyllanthus bancilhonae ingår i släktet Phyllanthus och familjen emblikaväxter. Inga underarter finns listade i Catalogue of Life.